# Копривштица
Копривштица је насеље Града Пирота у Пиротском округу. Према попису из 2022. има 26 становника (према попису из 2002. било је 67 становника).

## Историја
Место се пре 1880. године налазило у бившем Височком срезу. Ту је било пописано 1880. године 36 кућа, са 281 становником, од којих нико није писмен. Број пореских глава износи 53.
Године 1901. у саставу општине Сопотске, били су поред седишта Сопота и села: Нишор, Покривеник, Ореовица и Копривштица. Недуго затим, мештани су узразили жељу да Копривштица буде пребачена из Сопотске у Добро-долску општину, а то им је Краљ одобрио својим указом.

## Демографија
У насељу Копривштица живи 67 пунолетних становника, а просечна старост становништва износи 63,7 година (60,3 код мушкараца и 67,3 код жена). У насељу има 35 домаћинстава, а просечан број чланова по домаћинству је 1,91.
Ово насеље је у потпуности насељено Србима (према попису из 2002. године).
|  |

| Демографија | Демографија | Демографија |
| Година      | Становника  | Становника  |
| ----------- | ----------- | ----------- |
| 1948.       | 390         |             |
| 1953.       | 406         |             |
| 1961.       | 371         |             |
| 1971.       | 314         |             |
| 1981.       | 216         |             |
| 1991.       | 117         | 117         |
| 2002.       | 67          | 67          |

| Етнички састав према попису из 2002.‍ | Етнички састав према попису из 2002.‍ | Етнички састав према попису из 2002.‍ | Етнички састав према попису из 2002.‍ | Етнички састав према попису из 2002.‍ |
| ------------------------------------ | ------------------------------------ | ------------------------------------ | ------------------------------------ | ------------------------------------ |
|                                      |                                      |                                      |                                      |                                      |
| Срби                                 | Срби                                 |                                      | 67                                   | 100,0%                               |
| непознато                            | непознато                            |                                      | 0                                    | 0,0%                                 |

| Година пописа     | 1948. | 1953. | 1961. | 1971. | 1981. | 1991. | 2002. |
| ----------------- | ----- | ----- | ----- | ----- | ----- | ----- | ----- |
| Број домаћинстава | 59    | 59    | 58    | 60    | 52    | 45    | 35    |

| Број чланова      | 1 | 2  | 3 | 4 | 5 | 6 | 7 | 8 | 9 | 10 и више | Просек |
| ----------------- | - | -- | - | - | - | - | - | - | - | --------- | ------ |
| Број домаћинстава | 9 | 21 | 4 | 1 | 0 | 0 | 0 | 0 | 0 | 0         | 1,91   |

| Пол    | Укупно | Неожењен/Неудата | Ожењен/Удата | Удовац/Удовица | Разведен/Разведена | Непознато |
| ------ | ------ | ---------------- | ------------ | -------------- | ------------------ | --------- |
| Мушки  | 33     | 5                | 25           | 3              | 0                  | 0         |
| Женски | 34     | 0                | 29           | 5              | 0                  | 0         |
| УКУПНО | 67     | 5                | 54           | 8              | 0                  | 0         |

| Пол    | Укупно                    | Пољопривреда, лов и шумарство | Рибарство                            | Вађење руде и камена | Прерађивачка индустрија       |
| ------ | ------------------------- | ----------------------------- | ------------------------------------ | -------------------- | ----------------------------- |
| Мушки  | 28                        | 23                            | 0                                    | 0                    | 1                             |
| Женски | 9                         | 9                             | 0                                    | 0                    | 0                             |
| УКУПНО | 37                        | 32                            | 0                                    | 0                    | 1                             |
| Пол    | Производња и снабдевање   | Грађевинарство                | Трговина                             | Хотели и ресторани   | Саобраћај, складиштење и везе |
| Мушки  | 0                         | 1                             | 1                                    | 0                    | 0                             |
| Женски | 0                         | 0                             | 0                                    | 0                    | 0                             |
| УКУПНО | 0                         | 1                             | 1                                    | 0                    | 0                             |
| Пол    | Финансијско посредовање   | Некретнине                    | Државна управа и одбрана             | Образовање           | Здравствени и социјални рад   |
| Мушки  | 0                         | 0                             | 0                                    | 0                    | 0                             |
| Женски | 0                         | 0                             | 0                                    | 0                    | 0                             |
| УКУПНО | 0                         | 0                             | 0                                    | 0                    | 0                             |
| Пол    | Остале услужне активности | Приватна домаћинства          | Екстериторијалне организације и тела | Непознато            | Непознато                     |
| Мушки  | 0                         | 0                             | 0                                    | 2                    | 2                             |
| Женски | 0                         | 0                             | 0                                    | 0                    | 0                             |
| УКУПНО | 0                         | 0                             | 0                                    | 2                    | 2                             |